# U Ribombu
U Ribombu est un ancien mouvement nationaliste corse, devenu par la suite l'organe de presse du mouvement nationaliste.

## Historique
Créé en 1974 à Nice par les étudiants corses du syndicat CSC (Cunsulta di i Studienti Corsi), U Ribombu est par la suite devenu l'organe de presse du mouvement nationaliste qui soutient le concept de « lutte de libération nationale ». Il a notamment été l'hebdomadaire de A Cuncolta Naziunalista, et est aujourd'hui le mensuel de Corsica Libera (mouvement héritier de A Cuncolta).
C'est un journal indépendantiste qui traite de l'actualité en Corse et dans le monde. 